# North River Shores
North River Shores – jednostka osadnicza w Stanach Zjednoczonych, w stanie Floryda, w hrabstwie Martin.